# Гуго (герцог Ельзасу)
Гуго (нім. Hugo; до 855–885) — 7-й герцог Ельзасу в 867—885 роках.

## Життєпис
Походив з династії Каролінгів. Позашлюбний син Лотаря II, короля Лотарингії, та Вальдради (ймовірно доньки Ебергарда II Етіхоніда, графа Нордгау — північного Ельзасу, або представника роду Герульфінгів). Народився до 855 року.
Гуго спочатку не розглядався батьком в якості спадкоємця престолу. Втім після того як Лотар II почав процес розлучення зі своєю дружиною Теутбергою, то став вживати заходів для узаконення своїх відносин з Вальдрадою.
У грудні 861 року Гуго був визнаний законним спадкоємцем Лотаря II своїм стрийком Карлом, королем Провансу, та Людовиком II, королем Східнофранкського королівства на зустрічі трьох королів в Ремірмонському абатстві. У 862 році Лотар II одружився з Вальдрадою, у такий спосіб офіційно оформивши права Гуго на престол.
Проте у 863 році питання про розлучення Лотарія II і Теутберги викликало сильну опозицію королю Лотарингії серед франкського духовенства та інших представників династії Каролінгів. Щоб закріпити за Гуго його статус законного спадкоємця престолу, Лотар II в 867 році звів його в герцогську гідність, доручивши керувати Ельзасом, де знаходилися володіння родичів його матері Вальдради. Це сталося під час зустрічі Лотаря II зі східнофранкським королем Людовіком II. Останній зобов'язався взяти Гуго і його володіння під свою опіку. Втім після смерті Лотаря II трон Лотарингії зайняв Карл II Лисий.
Гуго став готуватися до боротьби за Лотарингію. 877 року вперше спробував відвоювати батьківське королівство, скориставшись смертю Карла II, проте невдало — лотаринзький трон зайняв Людовик II Заїка. У 878 році папа римський Іван VII в Труа відлучив Гуго від церкви. 879 року після смерті короля Людовика II Заїки герцог Гуго захопив частину Лотарингії на захід від Рейну. У «Фульдських анналах» повідомляється, що Гуго діяв «в Галлії як тиран». Вважається, що Гуго Ельзаський відмовився визнати права синів померлого короля Людовика II Заїки — Людовика III і Карломана II — на престол. Гуго в цьому підтримав Бозон, король Нижньої Бургундії.
Незважаючи на значне число своїх прихильників в Лотарингії, Гуго не зміг її втримати, оскільки на допомогу Людовіку III і Карломану II прийшов король Людовик III Молодший. У 880 році той відправив війська проти Вердену, що належав Гуго, внаслідок чого було зруйновано укріплення міста. Втім Людовик III Молодший як замирення надав низку графств і абатств Гуго, але той не задовольнився цим.
У 882 році Людовик III Молодший позбавив Гуго влади над Ельзасом. Втім той знову повстав, і Людовіку III довелося переслідувати його до Бургундії. У 883 році Гуго вбив Бернара, графа Шарпеня (одного з наближених короля Карла II Лисого), а потім одружився з його удовою. Він також вбив її опікуна Вікберта, сина Ламберта II, графа Нанту. Водночас влаштував шлюб сестри Гізели з норманом Годфрідом Фризьким.
У 885 році спільно з Готфрідом Фризьким вирішив захопити Лотаринзьке королівство. Проте Карл III Товстий дізнався про це. Завдяки підступу Генріха, маркіза Нейстрії, Гуго і Годфріда було схоплено в Гондревілі. За рішенням короля перший був засліплений, а другий убитий. Гуго було спочатку заслано до Санкт-Галленського абатства, потім до Фульдського монастиря, зрештою — до Прюмського абатства.
Останнє письмове свідчення про Гуго відноситься до 895 року. Ймовірно помер невдовзі після цього.

## Родина
Дружина — Фрідерада, з саксонського роду, можливо родичка Людольфа, графа Східної Саксонії.
Дітей не було.